# 영국 아카데미 각본상
영국 아카데미 각본상은 최고의 각본에 수여되는 영국 아카데미 영화상이다. 이 상은 1968년부터 1982년까지 수여되었다. 1983년에는 영국 아카데미 오리지널 각본상와 영국 아카데미 각색상으로 분할되었다.
다음 목록에서 금색 배경에 굵게 표시된 제목과 이름은 각각 수상작과 수상자이며, 굵게 표시되지 않은 것은 후보작이다. 주어진 연도는 시상식이 항상 다음 해에 열리기 때문에 영화가 개봉된 연도이지 시상식 연도가 아니다.

## 수상자와 후보자

### 1960년대
| 연도        | 영화              | 각본가                                 |
| ----------- | ----------------- | -------------------------------------- |
| 1968 (22회) | 졸업              | 칼더 윌링햄 및 벅 헨리                 |
| 1968 (22회) | 만약              | 데이비드 셔윈                          |
| 1968 (22회) | 겨울의 라이온     | 제임스 골드만                          |
| 1969 (23회) | 미드나잇 카우보이 | 왈도 솔트                              |
| 1969 (23회) | 굿바이, 콜럼버스  | 아널드 슐먼                            |
| 1969 (23회) | 사랑하는 여인들   | 래리 크레이머                          |
| 1969 (23회) | 제트              | 콘스탄티노스 가브라스 및 호르헤 셈프룬 |

### 1970년대
| 연도        | 영화                           | 각본가                                                                  |
| ----------- | ------------------------------ | ----------------------------------------------------------------------- |
| 1970 (24회) | 내일을 향해 쏴라               | 윌리엄 골드먼                                                           |
| 1970 (24회) | 파트너 체인지                  | 폴 머저스키 및 래리 터커                                                |
| 1970 (24회) | 케스                           | 배리 하인즈, 켄 로치 및 토니 가넷                                       |
| 1970 (24회) | 그들은 말을 쏘았다             | 제임스 포 및 로버트 E. 톰슨                                             |
| 1971 (25회) | 사랑의 메신저                  | 해럴드 핀터                                                             |
| 1971 (25회) | 검슈                           | 네빌 스미스                                                             |
| 1971 (25회) | 사랑의 여로                    | 페넬로페 길리엇                                                         |
| 1971 (25회) | 탈의                           | 밀로스 포만, 존 구아레, 장클로드 카리에르 및 존 클라인                  |
| 1972 (26회) | 종합병원 (공동 수상)           | 패디 차이옙스키                                                         |
| 1972 (26회) | 마지막 영화관 (공동 수상)      | 래리 맥머트리 및 피터 보그다노비치                                      |
| 1972 (26회) | 카바레                         | 제이 프레슨 앨런                                                        |
| 1972 (26회) | 시계태엽 오렌지                | 스탠리 큐브릭                                                           |
| 1973 (27회) | 부르주아의 은밀한 매력         | 루이스 부뉴엘 및 장클로드 카리에르                                      |
| 1973 (27회) | 자칼의 날                      | 케네스 로스                                                             |
| 1973 (27회) | 발자국                         | 앤서니 섀퍼                                                             |
| 1973 (27회) | 주말의 사랑                    | 멜빈 프랭크 및 잭 로즈                                                  |
| 1974 (28회) | 차이나타운 / 마지막 지령       | 로버트 타운 [A]                                                         |
| 1974 (28회) | 브레이징 새들스                | 멜 브룩스, 노먼 스타인버그, 앤드루 버그먼, 리처드 프라이어 및 앨런 유거 |
| 1974 (28회) | 컨버세이션                     | 프랜시스 포드 코폴라                                                    |
| 1974 (28회) | 라콤 루시앙                    | 루이 말 및 파트리크 모디아노                                            |
| 1975 (29회) | 엘리스는 이제 여기 살지 않는다 | 로버트 게첼                                                             |
| 1975 (29회) | 뜨거운 오후                    | 프랭크 피어슨                                                           |
| 1975 (29회) | 죠스                           | 피터 벤츨리 및 칼 고티렙                                                |
| 1975 (29회) | 내쉬빌                         | 조안 테퀘스버리                                                         |
| 1976 (30회) | 벅시 말론                      | 앨런 파커                                                               |
| 1976 (30회) | 모두가 대통령의 사람들         | 윌리엄 골드먼                                                           |
| 1976 (30회) | 뻐꾸기 둥지 위로 날아간 새     | 보 골드먼 및 로렌스 하우벤                                              |
| 1976 (30회) | 선샤인 보이                    | 닐 사이먼                                                               |
| 1977 (31회) | 애니 홀                        | 우디 앨런 및 마셜 브릭먼                                                |
| 1977 (31회) | 에쿠스                         | 피터 섀퍼                                                               |
| 1977 (31회) | 네트워크                       | 패디 차이옙스키                                                         |
| 1977 (31회) | 록키                           | 실베스터 스탤론                                                         |
| 1978 (32회) | 줄리아                         | 앨빈 사전트                                                             |
| 1978 (32회) | 미지와의 조우                  | 스티븐 스필버그                                                         |
| 1978 (32회) | 굿바이 걸                      | 닐 사이먼                                                               |
| 1978 (32회) | 어 웨딩                        | 존 콘시딘, 퍼트리샤 레스닉, 앨런 F. 니콜스 및 로버트 올트먼             |
| 1979 (33회) | 맨해튼                         | 우디 앨런 및 마셜 브릭먼                                                |
| 1979 (33회) | 차이나 신드롬                  | 마이크 그레이, T. S. 쿡 및 제임스 브리지스                              |
| 1979 (33회) | 디어 헌터                      | 데릭 워시번                                                             |
| 1979 (33회) | 전장의 우정                    | 콜린 웰랜드 및 월터 번스타인                                            |

### 1980년대
| 연도        | 영화                 | 각본가                                           |
| ----------- | -------------------- | ------------------------------------------------ |
| 1980 (34회) | 찬스                 | 예지 코신스키                                    |
| 1980 (34회) | 에어플레인           | 짐 에이브러햄스, 데이비드 주커 및 제리 주커      |
| 1980 (34회) | 엘리펀트 맨          | 크리스토퍼 드 보어, 에릭 버그렌 및 데이비드 린치 |
| 1980 (34회) | 크레이머 대 크레이머 | 로버트 벤턴                                      |
| 1981 (35회) | 그레고리의 여자친구  | 빌 포사이스                                      |
| 1981 (35회) | 아틀란틱 시티        | 존 구아레                                        |
| 1981 (35회) | 불의 전차            | 콜린 웰랜드                                      |
| 1981 (35회) | 프랑스 중위의 여자   | 해럴드 핀터                                      |
| 1982 (36회) | 의문의 실종          | 콘스탄티노스 가브라스 및 도널드 E. 스튜어트      |
| 1982 (36회) | E.T.                 | 멜리사 매티슨                                    |
| 1982 (36회) | 간디                 | 존 브라일리                                      |
| 1982 (36회) | 황금 연못            | 어니스트 톰슨                                    |

## 다중 수상 및 후보 지명
| 수상 | 각본가      |
| ---- | ----------- |
| 2    | 우디 앨런   |
| 2    | 마셜 브릭먼 |

| 후보 지명 | 각본가                |
| --------- | --------------------- |
| 2         | 우디 앨런             |
| 2         | 마셜 브릭먼           |
| 2         | 장클로드 카리에르     |
| 2         | 패디 차이옙스키       |
| 2         | 콘스탄티노스 가브라스 |
| 2         | 윌리엄 골드먼         |
| 2         | 존 구아레             |
| 2         | 해럴드 핀터           |
| 2         | 닐 사이먼             |
| 2         | 콜린 웰랜드           |

## 내용주
A1 : BAFTA 데이터베이스에 따르면, 로버트 타운은 두 편의 다른 영화로 공동 수상을 받았다.